# シンボルず
シンボルずは、テレビ東京で2007年4月1日から2008年9月28日まで放送されていた深夜番組。

## 概要
埋もれた町のアート作品「シンボルず」にスポットを当て、みうらじゅん・MEGUMIが魅力に迫っていく。
- 2007年3月まで放送されていた『竹山先生?』と同じく電通が制作にあたっており、スタッフも共通している。 一部コーナーは『竹山先生?』から引き継がれている。
- 「第24回 ATP賞テレビグランプリ2007」バラエティ部門優秀賞受賞。
- 2007年9月11日に、抽選で選ばれたファン100名が参加した「銅フェスサマーナイト07」がSHIBUYA BOXXにて行われ、松崎しげるがサプライズゲストとして登場した。
- 2007年12月30日には、初の1時間スペシャルを放送した。
- 2008年1月30日に、これまでの放送分から一部の回を収録したDVDボックス第1弾を発売。2008年8月6日にはDVD第2弾を発売、同時にDVD第1弾の単品版も発売する。発売を記念して8月11日（月）にタワーレコード新宿店7Fでインストアイベントを行った。
- なおDVD版では一部のBGM（オープニング、喝老人、等）はテレビ本放送とは異なるBGMを使用している。
- 地上波デジタル放送の場合、通常画質放送のためパネルが貼られるが、右パネルがみうらじゅんの横姿、左パネルがMEGUMIの横姿がそれぞれ貼られている（2007年10月～）。
- 2008年9月28日をもってMEGUMIが産休に入るため、番組自体も産休に入ると宣言し、いつ復帰するのか不明。だが、2008年12月27日（日付上28日）25時30分から「シンボルず年末1時間SP」が放送された。（この放送も関東ローカル）

## 放送時間
- 毎週日曜日25:00-25:30（テレビ東京）
  - 毎週火曜日25:30-26:00（テレビ東京。2008年4月1日から7本の傑作選を再放送。5月13日放送終了。）
- 毎週金曜日24:00-24:30（BSジャパン。2008年4月11日放送開始、#1「ヌー銅」から#25「銅フェス」までを再放送。地上波より約1年遅れ。9月26日放送終了。）

地上波での放送は関東ローカルである。

## 出演者
- みうらじゅん
- MEGUMI
- 秘書（鮎河ナオミ、ikumi） - 基本的にひと月ごとに交代する女性モデル。オープニングとエンディングにのみ登場し、みうら・MEGUMIとの関わりはない。オープニングではフランシス・レイ「白い恋人たち」のBGMにのせて芸術にまつわる格言とタイトルコールをしている。

### 複数回出演した人物
- 黒川晃彦 - 建築家。
- JAGUAR - ロック歌手。
- はるな愛 - タレント。

## コーナー

### 今週の一本
本編の収録途中（移動中のバスの中など）で行われるコーナー。視聴者から投稿された街の「確珍犯」（男性のシンボル、すなわち陰茎に似ているポール、モニュメント）の写真を紹介する。実際にその場に赴いて紹介する事もあり、その場合はポールを陰茎に見立て、その周りを縄で人型にマーキングする。投稿が採用された視聴者には番組特製のタンクトップが贈られる。また、木の枝の分かれ目を人間の股に見立てた「今週のイイ股」、過去には「カス」と「絵はがき」という言葉を足した造語「カスハガ」と呼ばれる絵はがきや「確珍犯」と言うコーナーだけに「チン」と名が付く物など
を募集していた。
以下のコーナーはみうらじゅん、MEGUMIは出演しておらず独立した形で放送されている。

### 日本裏社会の首領 喝老人
『喝老人』が活躍するシュールなショートアニメ。風刺ネタや興奮してティッシュを早抜きする、等のネタが多い。自らmixiのコミュニティー人数が少ないことやウィキペディアに載っていなかったことに憤慨したこともある。生き別れの兄に『喝ダンボール』がいる。ショートアニメのタイトルには『喝ダンボール』と表記されているため、正しい表記は『喝段ボール』ではなく『喝ダンボール』である。2008年5月26日放送分では生き別れた妹『喝子』が初登場した。
シンボルずの最終回で同じく最終回を迎えた。その際に首相（仮）が喝老人と会話をし最後に活を入れる、という喝老人におけるオーソドックスな話の流れを喝老人映像素材として無音で放送し「日本に活を入れるのはあなたです。」と締めくくった。（喝老人のMAD製作が正式に許可されたかどうかはわからない。）
2008年の年末一時間SPで映像素材を生かした視聴者の力作がテレビ東京にまったく届かなかったので『帰ってきた 日本裏社会の首領 喝老人』として復活し、新たに首相（仮）も放送当時の首相だった麻生太郎に似た人物が登場した。

#### 登場人物
喝老人（CV 松村祐治）
日本裏社会の首領。庭園の庭で鯉に餌を与えながら日本の社会に喝をとばす。半球体が二つ並んで乳房を想像したり、女性（ただしIKKOでも一度だけ妄想した）を見ると思わずティッシュを早抜きしてしまい老人でありながらまだまだ元気である。端々の発言から滝川クリステルのファンと思われる。ネタが尽きると自虐ネタとして自身のmixiやいつも同じ展開をネタに自身に活を入れることもある。（余談だが放送後にコミュニティ人数が28人から500人以上まで増加した。）
『帰ってきた喝老人』では崖の上のポニョを歌った大橋のぞみと歌声に和んだ日本に感心しながらティッシュを早抜きした。また、この回では声を担当している松村祐治が顔出しで出演している。
首相（仮）（CV 安永寛）
内閣総理大臣によく似た人物。3人確認されているが全員同じ人物として扱われている。当時首相であった安倍晋三が辞任後は福田康夫に似た人物に変わった。『帰ってきた喝老人』では既に福田も退陣していたため、麻生太郎に良く似た人物が三代目として登場した。ただし三代目はこれまでの二人と違い顔が傾きあまりマジメな顔をしていない。喝老人を「喝先生」と慕い意見を請うこともある。喝老人やメガネ秘書が流行の歌やスポーツ選手などの話題で盛り上がっているところに無理に入り込もうとすると、たびたび場を白けさせてしまい首相解任を言い渡される。
女秘書
喝老人の美人女性秘書。意図せずに卑猥な行動をとることが多く、周囲の妄想を助長させてしまう。デコレーションケータイを使用している。喝老人を心から慕っており、喝老人が死んだ時は涙を流していた。しかし喝老人と喝ダンボールの区別はつかないので、喝老人の死後、喝ダンボールを喝老人と間違えてたびたび関係を結んでしまう。移動中の車内ではメガネ秘書にたびたびセクハラをされヒールを投げつけている。
メガネ秘書（CV 安永寛）
首相（仮）の秘書と思われる人物。喝老人と首相（仮）の会談にも同席している。妄想癖が強くたびたび妄想しすぎて鼻血を噴出すことがある。時代の流行には敏感なのか、喝老人と流行の歌やスポーツ選手の話題で盛り上がることもある。女秘書に色目を使っており、喝老人の死後「寂しいんだろ？」と言い寄って無理やり関係を結んでしまった。
喝ダンボール（CV 松村裕治）
喝老人の生き別れた双子の兄だが、当初はお互いに面識はなかった模様。顔は喝老人と瓜二つだが髭の剃り残しが多い。日本裏社会の首領まで上り詰めた弟とは違い公園でダンボールに入りホームレス生活を送っている。ただし半球体が二つ並んでいたりスポーツ新聞などを見ると思わず妄想してティッシュを早抜きしてしまうなど、弟と同じく老人でありながらまだまだ元気である。女秘書を通じて喝老人に存在を感づかれてはいたが、その後特に掘り下げられることもなく気が付くと喝老人の庭園にダンボールで住み着いている。
喝子
喝老人の生き別れた妹だが、喝ダンボール同様面識はなかった模様。年齢は不明だが若々しいスリムな体型をしている。ただし顔は喝老人と瓜二つである。男性と会話をするシーンが多いが物事の名称を間違って覚えておりたびたび指摘されている（シャガールとゴダールを間違える等）。イースター島を訪れた際に喝老人に待ち伏せをされ兄と邂逅するがその後がストーリーとして描かれてはいない。
年末SPでは喝老人と共にラーメン店に登場した。

### じじょうのうた
『竹山先生?』から引き継がれたコーナー。二乗と事情をかけており、ある数を二乗した数の語呂合わせを、ある波乱万丈な人生を送る男「ヒロシ」のその歳ごとの出来事として歌詞にしたおぼえ歌のアニメである。番組開始から順に、10代編、20代編、30代編、40代編、00代編、50代編、60代編、70代編、80代編、90代編の10本が放送された。90代編でラストとなる予定で2008年4月からはしばらく流れていなかったが、好評により2008年5月11日放送分から2順目の「じじょうのうた10代～女の子バージョン・ヒロシの嫁編～」が開始した。演奏及び1順目の歌唱は「水中、それは苦しい」、2順目ではメインの歌唱を湯川舞、萩原汐希の2人が担当している。一時期DVD第2弾の発売をうけ、DVD発売記念バージョンが番組内でCMとして流れていた。2008年12月の年末SPで復活する見通しだったが、結局30代と嫁編10代のリミックスだった。
なお30代編の一部の歌詞はカンニング竹山が歌唱している。これは以前この歌が放送された番組が竹山司会の『竹山先生?』であったための名残である。なお『竹山先生?』に出演していた、やまもとまさみとブッチャーブラザーズが本番組にゲスト出演した。

### 世界美女紀行
世界の美女の映像と共にオリジナル曲が流れるコーナー。2008年7月21日に放送開始。何故か映像はその国の美女が何か食べている映像が中心。歌はエキゾチックJAPAN feat. 西寺郷太(ノーナ・リーヴス)が担当。
第1回「恋人はインド人」
作詞:松尾潔+高崎卓馬、作曲:西寺郷太、編曲:毛利泰士、歌:エキゾチックJAPAN feat. 西寺郷太
第2回「チロルの風に誘われて」
作詞:松尾潔+高崎卓馬+室井友希、作曲:エキゾチックJAPAN、編曲:毛利泰士、歌:エキゾチックJAPAN feat. 西寺郷太

### チューチュータコになった山田さん
元々人間だった山田さんがタコになった顛末とその後を歌った曲が流れるコーナー。2008年8月11日に放送開始。歌はK-LOVE + maruyamaチューが担当。作画はしりあがり寿が担当している。